# Džef Mils
Džef Mils (rođen 18. juna 1963. u Detroitu, Mičigen, SAD) je američki tehno producent i DJ. Muzičku karijeru je započeo početkom osamdesetih godina 20. veka.

## Diskografija

### Albumi
- -{1992 Waveform Transmission - Volume 1
- 1994 Waveform Transmission - Volume 3
- 1996 Mix-Up Volume 2 Live at the Liquid Room
- 1996 Purpose Maker Compilation
- 1997 The other Day
- 1999 From the 21st
- 2000 Every Dog Has Its Day
- 2000 Metropolis
- 2000 The Art of Connecting
- 2000 Lifelike
- 2002 Actual
- 2002 At First Sight
- 2004 Exhibitionist
- 2004 Choice: A Collection of Classics
- 2005 The Three Ages
- 2005 Contact Special
- The Mission Objective (2005)
- 2006 Blue Potential
- 2007 One Man Spaceship
- 2008 Gamma Player Compilation Vol 1: The Universe By Night
- 2009 Sleeper Wakes
- 2010 The Occurrence
- 2011 The Power
- 2011 2087
- 2011 Fantastic Voyage}-

## Spoljašnje veze
- Diskografija na